# أدريان الأول
البابا أدريان الأول (حوالي 700 - 25 ديسمبر 795) كان البابا من الأول من فبراير 772 وحتى 25 ديسمبر 795. كان ابن ثيودور وهو نبيل روماني